# Showdown (poker)
 For alternative betydninger, se Showdown. (Se også artikler, som begynder med Showdown)
Showdown er den afsluttende fase i poker hvor spillernes kort sammenlignes, og vinderen af puljen findes. I de fleste pokervarianter vindes puljen af den spiller der har den højeste hånd. I lowball er det dog den laveste hånd der vinder. Der findes også varianter hvor højeste og laveste hånd altid eller i visse tilfælde deler puljen.
Den spiller der i sidste budrunde, sidst har foretaget en aggressiv handling, dvs. bet eller raise, skal vise sine kort først. Har der siden sidste budrunde ikke været noget bet eller raise, viser den første spiller til venstre for kortgiveren sine kort først.